# كهف سوغوماك
كهف سوغوماك (بالروسية: Сугомакская пещера)‏ يقع في روسيا (أورال)، على المنحدر الشرقي لجبل سوغوماك بالقرب من بلدة كيشتيم، كهف سوغوماك هو التجويف الوحيد في الأورال الذي تم تطويره بالرخام بواسطة الماء. إنه المشهد المحلي الرئيسي ويمثل تجويفًا يتكون من ثلاثة كهوف متصلة بواسطة ممرات ضيقة. الكهف الثالث مملوء جزئياً بالماء.